# Matthiola perennis
Matthiola perennis är en korsblommig växtart som beskrevs av Pasquale Conti. Matthiola perennis ingår i släktet lövkojor, och familjen korsblommiga växter. Inga underarter finns listade i Catalogue of Life.